# Grão Pará
Grão Pará är en kommun i Brasilien.   Den ligger i delstaten Santa Catarina, i den södra delen av landet, 1 400 km söder om huvudstaden Brasília. Antalet invånare är 6 223.
I omgivningarna runt Grão Pará växer i huvudsak städsegrön lövskog. Runt Grão Pará är det ganska glesbefolkat, med 26 invånare per kvadratkilometer.